# 沐涛
沐涛（1963年—），男，安徽巢湖人，中国历史学家。现任华东师范大学教授、博士生导师。

## 生平
1984年毕业于安徽师范大学，获历史学学士学位。1987年于华东师范大学获历史学硕士学位。1992年至1993年，在坦桑尼亚达累斯萨拉姆大学访问进修。2000年在华东师范大学获博士学位。2001年至2002年，在以色列巴伊兰大学做博士后研究。2017年7月，任华东师范大学大夏书院院长。

## 学术兼职
中国亚非学会副会长，中国非洲史研究会副会长，中国世界近代史研究会理事。

## 著作
- 《失落的文明：埃及》（第一作者）（1999年，华东师范大学出版社）
- 《非洲黑人智慧》（第一作者）（2000年，国际村文库书店出版公司）
- 《失落的文明：犹太王国》（第一作者）（2001年，华东师范大学出版社）
- 《俄罗斯史话》（2001年，上海辞书出版社）
- 《南非对外关系研究》（2003年，华东师范大学出版社）